# Autauga County
Das Autauga County ist ein County im Bundesstaat Alabama der Vereinigten Staaten.
Der Verwaltungssitz (County Seat) ist Prattville. Das U.S. Census Bureau hat bei der Volkszählung 2020 eine Einwohnerzahl von 58.805 ermittelt.

## Geographie
Das County liegt etwas südlich des geographischen Zentrums von Alabama und hat eine Fläche von 1566 Quadratkilometern, wovon 22 Quadratkilometer Wasserfläche sind. Es grenzt im Uhrzeigersinn an folgende Countys: Chilton County, Elmore County, Montgomery County, Lowndes County und Dallas County. Die südliche Countygrenze wird von Alabama River gebildet, die westliche Grenze vom Mulberry Creek.

## Verkehr
In der nordwestlichen Ecke des Countys verläuft in Nord-Süd-Richtung die Interstate 65. Weitere Straßenverbindungen sind die U.S. Highways 31 und 82, sowie die Alabama State Route 14.

## Geschichte

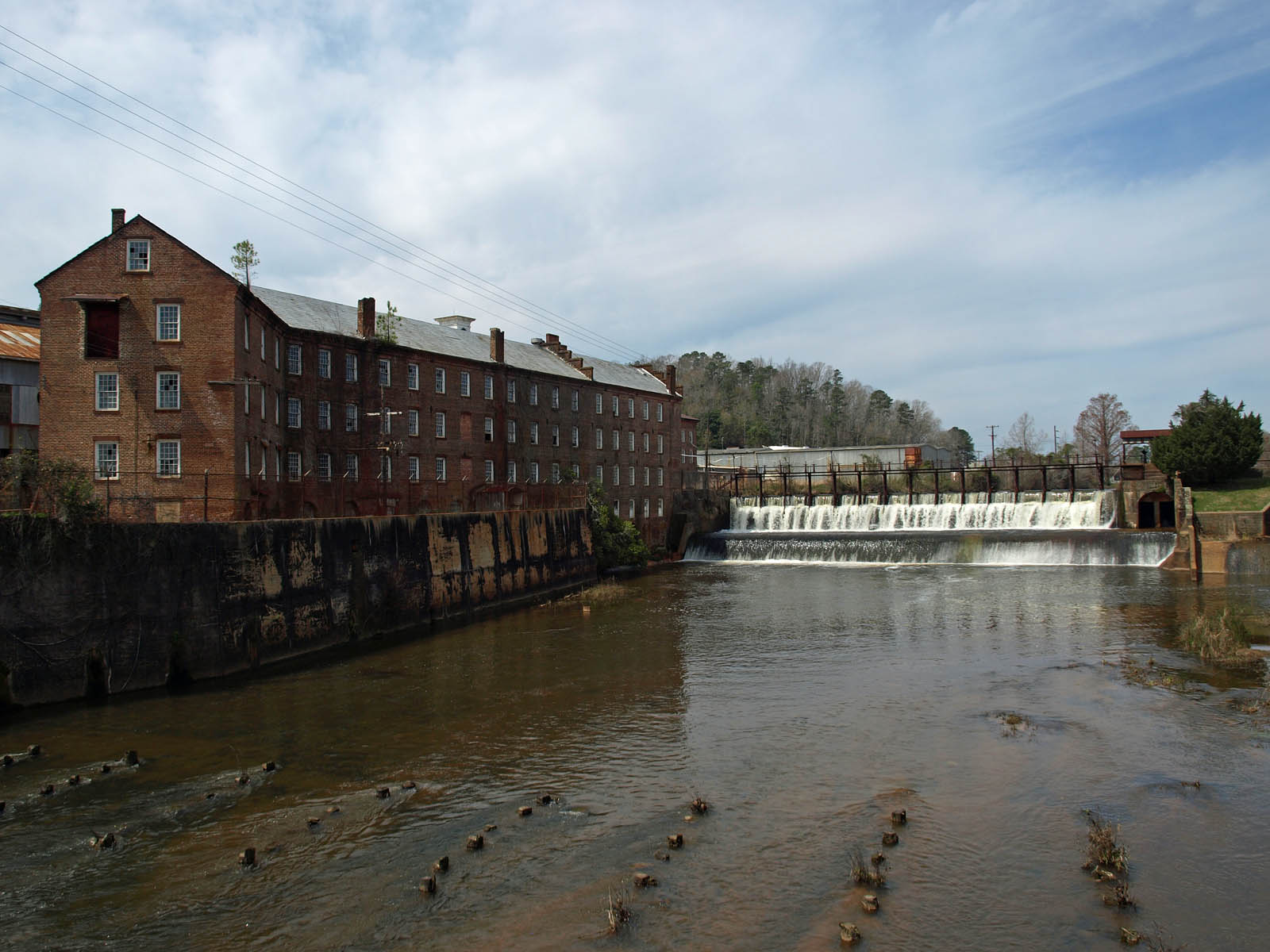
Die Daniel Pratt Gin Manufacturing Company im Daniel Pratt Historic District (2010)

Nach ihrer Niederlage in der Schlacht am Horseshoe Bend, die den Creek-Krieg beendete, wurden die Muskogee dazu gezwungen, im Vertrag von Fort Jackson im August 1814 Land an die Vereinigten Staaten ab. Zu diesem Gebiet gehörte das heutige County. Es wurde am 21. November 1818 auf Beschluss der State Legislature des Alabama-Territoriums aus Teilen des Montgomery County gegründet. Benannt wurde es nach der von den Alabamas gegründeten Siedlung Atagi („Land des Überflusses“), die an der Flussmündung des Autauga Creek in den Alabama River lag. Washington, das an der Stelle Atagis erbaut wurde, war zuerst Sitz der Countyverwaltung. 1830 wurde dies Kingston und 1868 Prattville. 1833 ließ sich der Industrielle Daniel Pratt im County nieder und gründete eine Produktionsstätte für Egreniermaschinen, die bald zur größten ihrer Art weltweit wurde. Er baute außerdem die erste Eisenbahnstrecke des Countys und eine öffentliche Straße zwischen Washington und Prattville sowie 1859 eine Schule für die Kinder seiner Arbeiter. Pratt gilt als der erste Großunternehmer in der Geschichte Alabamas. Das erste Courthouse entstand 1870 im Italianate-Stil und wurde 1907 durch ein neues ersetzt.

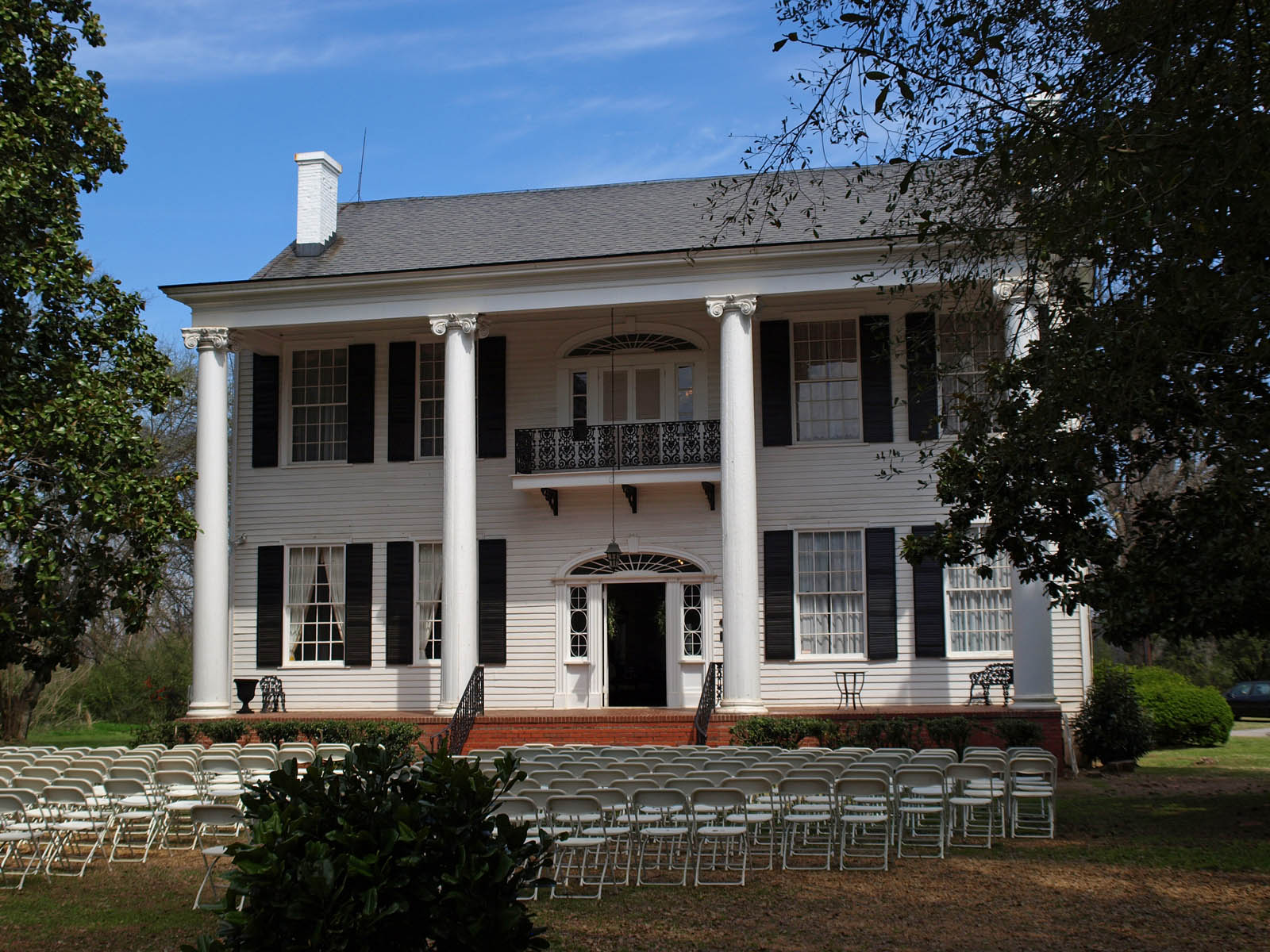
Das Montgomery-Janes-Whittaker House (2010) ist seit Oktober 1974 im NRHP eingetragen.

Fünf Bauwerke und Stätten im County sind im National Register of Historic Places (NRHP) eingetragen (Stand 28. März 2020), darunter der Daniel Pratt Historic District, das Montgomery-Janes-Whittaker House und das Bell House.

## Demographische Daten

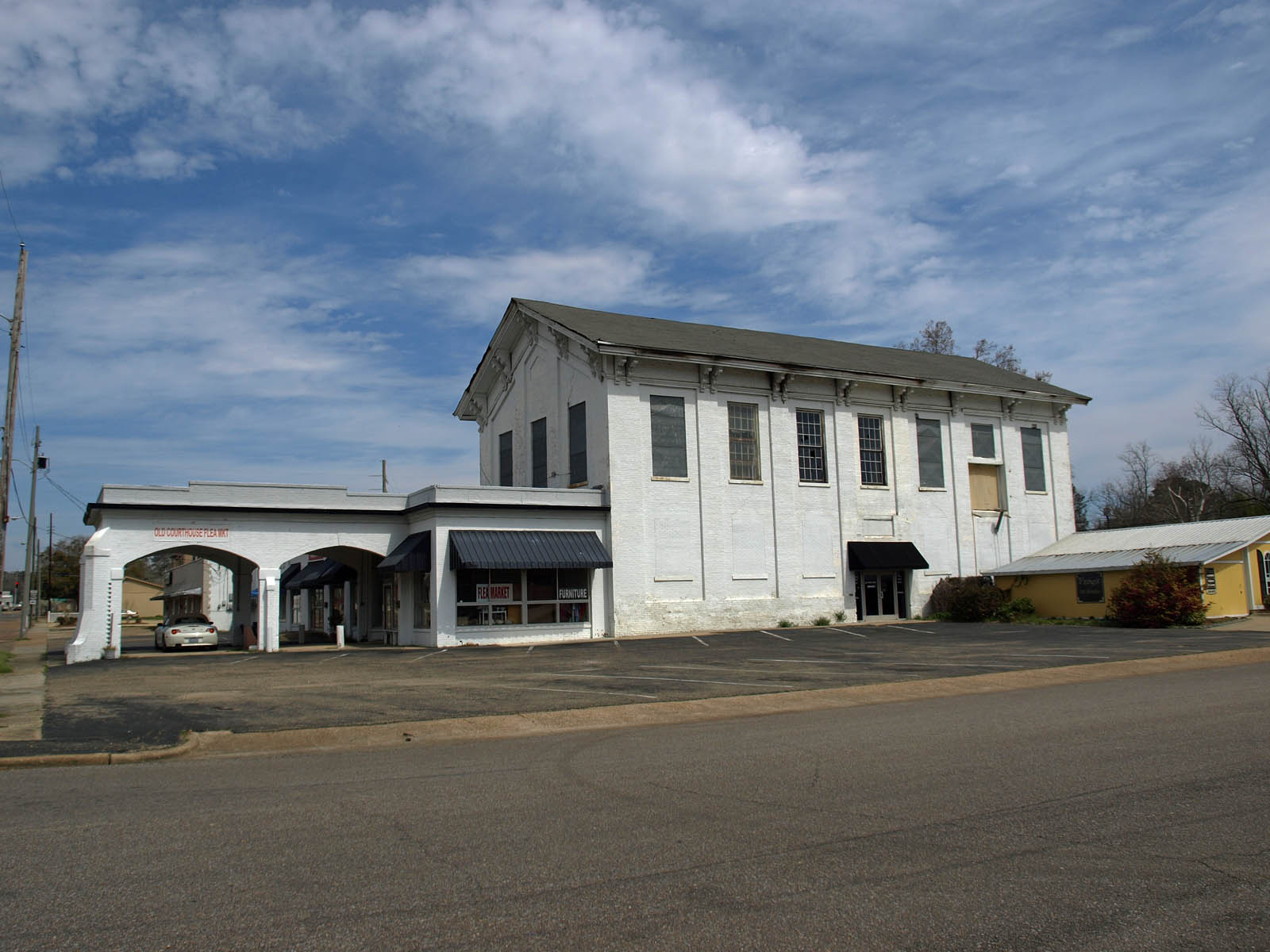
Ehemaliges County Courthouse in Prattville

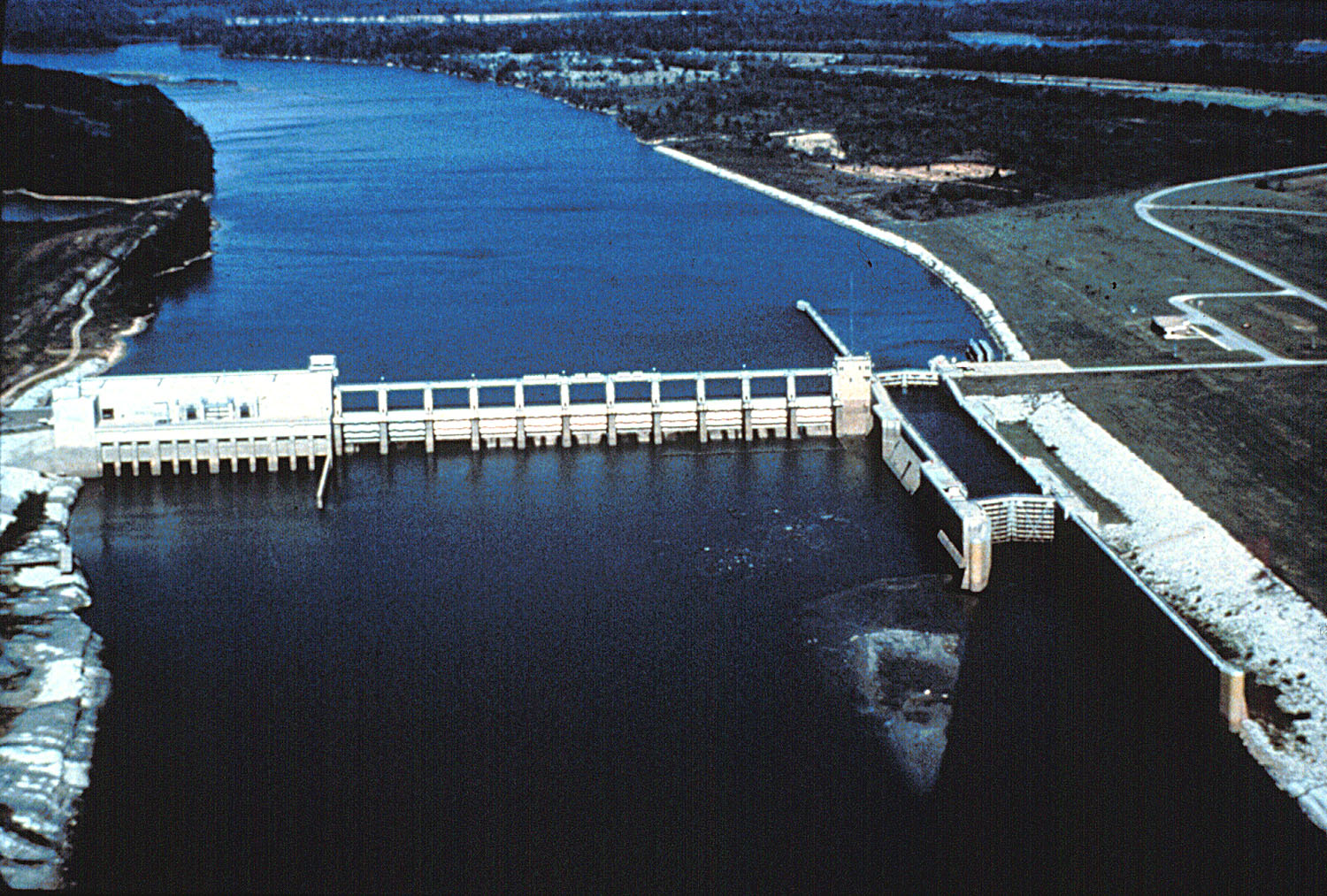
Der Robert F. Henry Dam mit Schiffshebewerk am Alabama River.

Nach der Volkszählung im Jahr 2010 lebten im Autauga County 54.571 Menschen in 22.138 Haushalten und 15.064 Familien. Die Population teilte sich auf in 7570 Personen (13,9 Prozent) unter 10 Jahren, 8580 Personen (15,8 Prozent) zwischen 10 und 19 Jahren, 6237 Personen (11,4 Prozent) zwischen 20 und 29 Jahren, 7487 Personen (13,7 Prozent) zwischen 30 und 39 Jahren, 8418 Personen (15,4 Prozent) zwischen 40 und 49 Jahren, 9733 Personen (17,8 Prozent) zwischen 50 und 64 Jahren, 6546 Personen (12,0 Prozent) waren 65 Jahre und älter. Das Durchschnittsalter betrug 37,0 Jahre. Im County lebten 26.567 (48,7 Prozent) männliche Personen mit einem Durchschnittsalter von 35,9 Jahren und 28.002 weibliche Personen (51,3 Prozent) mit einem Durchschnittsalter von 37,9 Jahren.
Von den 22.138 Haushalten hatten 31,8 Prozent Kinder oder Jugendliche, die mit ihnen zusammen lebten. 56,2 Prozent waren verheiratete, zusammenlebende Paare, 7,3 Prozent waren allein erziehende Mütter und 25,5 Prozent waren keine Familien. 22,0 Prozent waren Singlehaushalte und in 8,0 Prozent lebten Menschen im Alter von 65 Jahren oder darüber. Die durchschnittliche Haushaltsgröße betrug 2,68 und die durchschnittliche Familiengröße betrug 3,13 Personen.
Ethnisch betrachtet setzte sich die Bevölkerung zusammen aus 78,5 Prozent Weißen, 17,7 Prozent Afroamerikanern, 0,4 Prozent amerikanischen Ureinwohnern, 0,9 Prozent Asiaten, 0,1 Prozent Hawaiianern und Bewohnern aus dem pazifischen Inselraum und 2,4 Prozent aus anderen ethnischen Gruppen zusammen.
Das jährliche Durchschnittseinkommen eines Haushalts betrug (alle Zahlen inflationsbereinigt) 53.255 USD, das Durchschnittseinkommen einer Familie betrug 64.271 USD. Das Prokopfeinkommen betrug 24.568 USD. 7,5 Prozent der Familien und 10,6 Prozent der Einwohner lebten unterhalb der Armutsgrenze.
2010 gab es im County 4.067 Unternehmen, von denen 15,2 Prozent von Afroamerikanern betrieben wurden, 0,0 Prozent von amerikanischen Ureinwohnern, 1,3 Prozent von Personen asiatischer Abstammung, 0,0 Prozent von Hawaiianern oder Bewohnern aus dem pazifischen Inselraum, 0,7 Prozent von Personen spanischer oder lateinamerikanischer Abstammung und 31,7 Prozent von Frauen betrieben wurden.

## Orte im County
- Autaugaville
- Bethel Grove
- Billingsley
- Bonita
- Booth
- Dosterville
- Evergreen
- Forester
- Fremont
- Haynes
- Independence
- Joffre
- Jones
- Marbury
- Millbrook
- Milton
- Mount Sinai
- Mulberry
- New Prospect
- Oak Grove
- Old Kingston
- Pate
- Peace
- Pine Flat
- Pine Level
- Poseys Crossroads
- Prattville
- Statesville
- Stoney Point
- Vida
- Vida Junction
- Vine Hill
- Wadsworth
- Washington Hill
- White City
- White Water
- Winslow

## Kulturdenkmale
Siehe: Liste der Einträge im National Register of Historic Places im Autauga County